# Philorinum sordidum
Philorinum sordidum är en skalbaggsart som först beskrevs av Stephens 1834.  Philorinum sordidum ingår i släktet Philorinum, och familjen kortvingar. Arten har ej påträffats i Sverige.